# Héberville
Héberville és un municipi francès situat al departament del Sena Marítim i a la regió de Normandia. L'any 2007 tenia 119 habitants.

## Demografia

### Població
El 2007 la població de fet de Héberville era de 119 persones. Hi havia 48 famílies de les quals 16 eren unipersonals (4 homes vivint sols i 12 dones vivint soles), 8 parelles sense fills, 20 parelles amb fills i 4 famílies monoparentals amb fills.
La població ha evolucionat segons el següent gràfic:
Habitants censats

### Habitatges
El 2007 hi havia 63 habitatges, 47 eren l'habitatge principal de la família, 15 eren segones residències i 1 estava desocupat. Tots els 62 habitatges eren cases. Dels 47 habitatges principals, 36 estaven ocupats pels seus propietaris i 11 estaven llogats i ocupats pels llogaters; 2 tenien dues cambres, 9 en tenien tres, 11 en tenien quatre i 24 en tenien cinc o més. 40 habitatges disposaven pel capbaix d'una plaça de pàrquing. A 23 habitatges hi havia un automòbil i a 17 n'hi havia dos o més.

### Piràmide de població
La piràmide de població per edats i sexe el 2009 era:
| Homes | Edats   | Dones |
| ----- | ------- | ----- |
| 0     | 95 o +  | 0     |
| 4     | 90 a 94 | 0     |
| 0     | 85 a 89 | 0     |
| 0     | 80 a 84 | 0     |
| 0     | 75 a 79 | 0     |
| 4     | 70 a 74 | 4     |
| 0     | 65 a 69 | 12    |
| 4     | 60 a 64 | 4     |
| 4     | 55 a 59 | 0     |
| 4     | 50 a 54 | 4     |
| 4     | 45 a 49 | 4     |
| 0     | 40 a 44 | 0     |
| 8     | 35 a 39 | 0     |
| 0     | 30 a 34 | 8     |
| 4     | 25 a 29 | 4     |
| 0     | 20 a 24 | 0     |
| 4     | 15 a 19 | 4     |
| 4     | 10 a 14 | 4     |
| 4     | 5 a 9   | 4     |
| 4     | 0 a 4   | 4     |

## Economia
El 2007 la població en edat de treballar era de 70 persones, 52 eren actives i 18 eren inactives. De les 52 persones actives 48 estaven ocupades (26 homes i 22 dones) i 4 estaven aturades (2 homes i 2 dones). De les 18 persones inactives 8 estaven jubilades, 6 estaven estudiant i 4 estaven classificades com a «altres inactius».
Activitats econòmiques
Dels 6 establiments que hi havia el 2007, 2 eren d'empreses de construcció, 3 d'empreses de comerç i reparació d'automòbils i 1 d'una empresa de serveis.
Dels 2 establiments de servei als particulars que hi havia el 2009, 1 era un paleta i 1 lampisteria.
L'any 2000 a Héberville hi havia 6 explotacions agrícoles que ocupaven un total de 516 hectàrees.

## Poblacions més properes
El següent diagrama mostra les poblacions més properes.